# Camplong, Hérault
Camplong är en kommun i departementet Hérault i regionen Occitanien i södra Frankrike. Kommunen ligger i kantonen Bédarieux som tillhör arrondissementet Béziers. År 2022 hade Camplong 217 invånare.

## Befolkningsutveckling
Antalet invånare i kommunen Camplong
Referens:INSEE